# Diógenes de Enoanda
Diógenes de Enoanda (en griego: Διογένης ὁ Οἰνοανδεύς) fue un filósofo griego del siglo II que divulgó la filosofía de Epicuro como representante del epicureísmo moral. Es conocido porque, alrededor del año 120, mandó grabar las máximas epicúreas sobre un muro, de ochenta metros de largo por casi cuatro de alto, con un total de más de 200 piezas de la antigua ciudad de Enoanda en Licia, sudoeste de la actual Turquía. El muro se destruyó con un terremoto. Se dice que el muro estaba cerca del mercado de la ciudad y era una alerta para que los ciudadanos que comprasen en las tiendas de Enoanda no esperasen encontrar la felicidad comprando.
Los fragmentos, encontrados en el año 1884, forman una importante fuente de la filosofía epicúrea en lo referente a la física, la epistemología y la ética. Tal epigrama, además, incluía la doctrina epicúrea del clinamen (desviación), únicamente conocida hasta ese momento por escritos de Lucrecio y Cicerón. La inscripción fue mandada tallar por Diógenes de Enoanda de modo que todos los ciudadanos aprendieran el ideal de conocimiento humano del epicureísmo. A partir de la información descubierta no se tiene constancia de otras enseñanzas en referencia al epicureísmo, aunque ayuda a aclarar algunas cuestiones de esta doctrina. Se estima que contendría unas 25 000 palabras y no se ha recuperado más de un tercio del total.

## Vida
No se sabe nada sobre la vida de Diógenes, aparte de la información limitada que nos revela. La inscripción en sí, que había sido fechada a finales del siglo II, ahora ha sido asignada por motivos epigráficos al período Adriano, 117-138  d. C. Diógenes era lo suficientemente rico como para adquirir una gran extensión de tierra en la ciudad de Enoanda para construir (o posiblemente comprar) una plaza para exhibir su inscripción. Como hombre que había encontrado la paz practicando las doctrinas de Epicuro, nos dice que en su vejez se sintió motivado "a ayudar también a los que vienen después de nosotros" y "a colocar, por tanto, los remedios de la salvación por medio de este pórtico".

## La inscripción

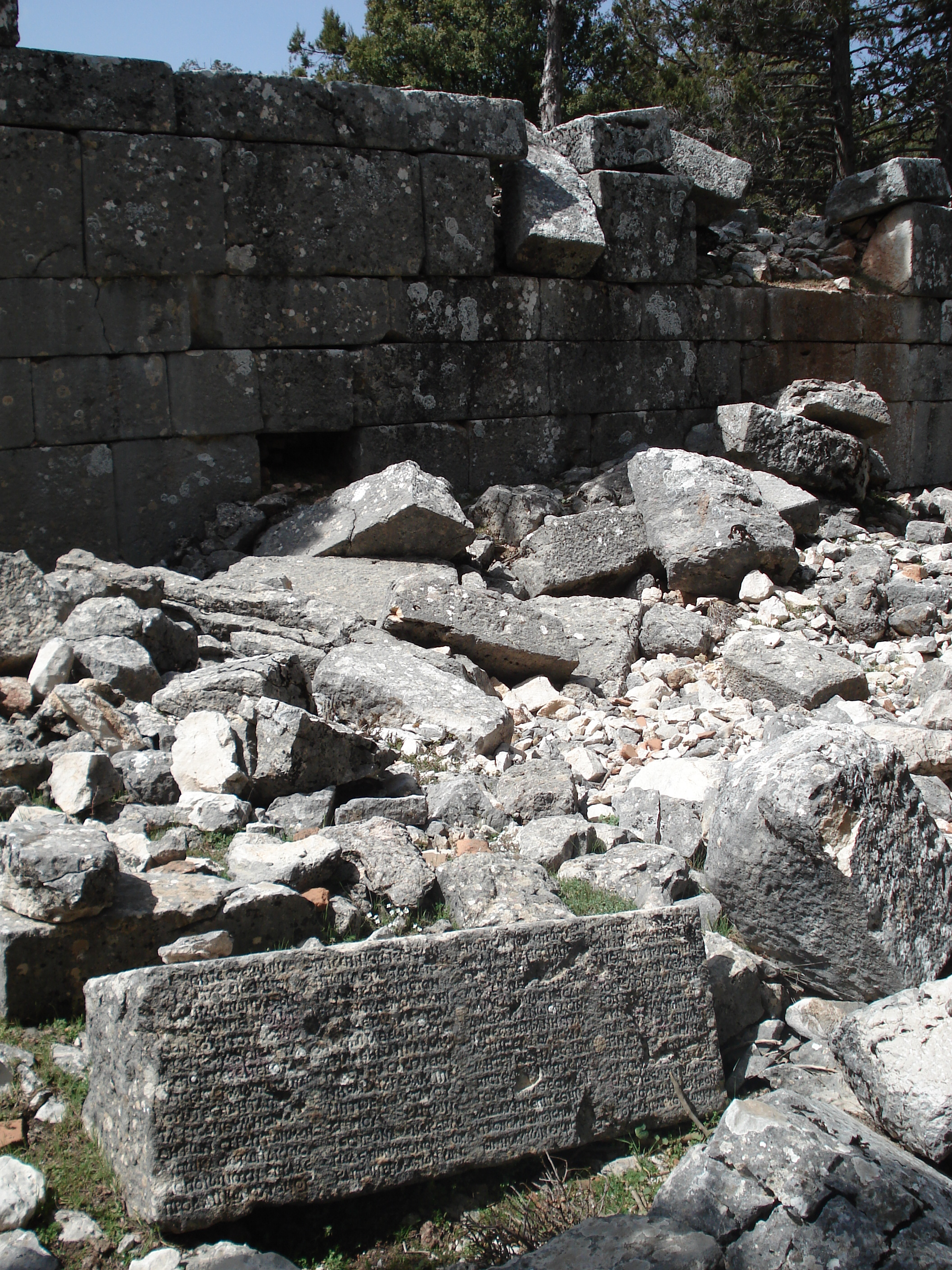
Un fragmento de la inscripción de Diógenes en Enoanda (2010).

Diógenes construyó una plaza rectangular rodeada por un pórtico y amueblada con estatuas. En uno de los lados más pequeños colocó un portal, con quizás su mausoleo en el lado opuesto. En los dos lados más grandes inscribió un extenso relato de las doctrinas epicúreas. La inscripción tenía 2,37 metros de altura, y se extendía unos 80 metros. Originalmente tenía unas 25 000 palabras y ocupaba unos 260 metros cuadrados de espacio en la pared. Fue descubierto en 1884, y los primeros 64 fragmentos se publicaron en 1892. Desde entonces, se han descubierto más fragmentos, sobre todo en una serie de excavaciones dirigidas por Martin Ferguson Smith. Quizás se haya recuperado una cuarta parte de la inscripción. Se están descubriendo nuevas piezas en las excavaciones del Instituto Arqueológico Alemán; entre las partes descubiertas en 2008 estaba una declaración sobre la teoría de la cosmogonía de Platón.
La inscripción contiene tres tratados escritos por Diógenes, así como varias cartas y máximas:
- Un Tratado de Ética, que describe cómo el placer es el final de la vida; cómo la virtud es un medio para lograrlo; y explica cómo lograr la vida feliz.[9]
- Un Tratado de Física, que tiene muchos paralelismos con Lucrecio, e incluye discusiones sobre los sueños,[10] los dioses, y contiene un relato del origen de los humanos y la invención de la ropa, el habla y la escritura.[11]
- Un Tratado sobre la vejez, que parece haber defendido la vejez contra las burlas de los jóvenes, aunque poco de este tratado sobrevive.[10]
- Cartas de Diógenes a sus amigos, que incluye una carta dirigida a cierto Antípatro sobre la doctrina epicúrea de innumerables mundos.[9]
- Máximas epicúreas, colección de dichos de Epicuro y otros eminentes epicúreos, que se adjuntó al final del tratado de ética.[12]
- Cartas de Epicuro , que incluye una carta a la madre de Epicuro sobre el tema de los sueños.[10]

Jürgen Hammerstaedt, filólogo de la Universidad de Colonia, y el epigrafista Martin Ferguson Smith, han traducido algunos de los fragmentos descubiertos en Oenoanda. "Era un hombre extraordinario y un hombre cosmopolita", dice Hammerstaedt, comentando una cita de la traducción de Smith de un pasaje en el que Diógenes declara que él estableció la inscripción: "No menos importante para aquellos que son llamados extranjeros, porque no son extranjeros. Porque, mientras que los diversos segmentos de la Tierra dan a diferentes personas un país diferente, toda la brújula de este mundo les da a todas las personas un solo país, la Tierra entera, y un solo hogar, el mundo ".

## Lectura adicional
- Blackwood, Stephen (2006). «Songs of Salvation: Diogenes of Oinoanda and Epicurean Hymnody». Pagani e Cristiani alla Ricerca della Salvezza (Secoli I-III), Studia Ephemeridis Augustinianum 96. Roma: Institutum Patristicum Augustinianum (XXXIV Incontro di Studiosi dell’Antichità Cristiana). pp. 379-394. Archivado desde el original el 11 de septiembre de 2014. Consultado el 20 de septiembre de 2021.
- Clay, Diskin. The Philosophical Inscription of Diogenes of Oenoanda: New Discoveries 1969-1983.  edited by W. Haase (1990) 2446-2560 with 10 Plates and Index. (Berlín y Nueva York)
- Clay, Diskin. "Sailing to Lampsacus: Diogenes of Oenoanda, New Fragment 7". Greek, Roman, and Byzantine Studies, 14  (1973) 49-59. (reprinted as Chapter 11 of Paradosis and Survival,1998)
- Gordon, Pamela. (1996), Epicurus in Lycia: The Second-century World of Diogenes of Oenoanda. University of Michigan Press. ISBN 0-472-10461-6
- Smith, Martin Ferguson. (1996), The philosophical inscription of Diogenes of Oinoanda. Österreichische Akademie der Wissenschaften. ISBN 3-7001-2596-8
- Smith, Martin Ferguson. (2003), Supplement to Diogenes of Oinoanda The Epicurean Inscription. Bibliopolis. ISBN 88-7088-441-4